# 瓦磘 (苗栗縣)
瓦磘，是臺灣苗栗縣苑裡鎮的一個傳統地域名稱，位於該鎮西北部。相較於今日行政區，其範圍大致包括苑北里東北端、苑東里不含西南側凸出部分。

## 歷史
台灣清治末期至日治初期，瓦磘地區為一街庄，稱為「瓦磘庄」，隸屬於苗栗二堡。該庄西北臨海，北與五里牌庄為鄰，東與苑裡坑庄，南邊為貓盂庄，西邊為苑裡庄。
1901年（日治明治三十四年）11月，該庄隸屬於苗栗廳。1909年（明治四十二年）10月，改隸屬於新竹廳。1920年（大正九年），該庄改制為「瓦磘」大字，隸屬於新竹州苗栗郡苑裡庄。1943年，苑裡庄升格為苑裡街。
戰後苑裡街改制為苑裡鎮，隸屬於苗栗縣，大字亦改制為里。

## 交通
建國路、青山巷為瓦磘地區主要連絡道路。

## 學校
- 國立苑裡高中（大部分）